# Hélio Pestana
Hélio Lopes Pestana, mais conhecido por Hélio Pestana (25 de maio de 1985), é um ex-ator e ex-modelo português, com créditos firmados em televisão, teatro e publicidade. Está afastado da representação desde 2008.
É agenciado pela Talentum Agency. Ficou conhecido pela participação em Morangos com Açúcar.
Iniciou a sua actividade artística no teatro, tendo desde então participado em muitas outras peças e espectáculos teatrais, nomeadamente com o Grupo de Teatro da Universidade Lusíada, do qual é membro.
Em televisão, participou na novela Dei-te Quase Tudo, onde deu vida a um dos personagens principais de toda a trama, Gonçalo Mascarenhas, à volta do qual foram abordados os importantes temas do alcoolismo e da violência doméstica. Antes, havia sido um dos protagonistas de Morangos com Açúcar II, dando vida ao "betinho" Henrique, o aluno mais bonito e popular do Colégio da Barra.
Depois, Hélio Pestana fez a voz portuguesa do carro de corridas Chick Hicks no filme de animação da Disney/Pixar Carros, a que seguiram dobragens em outras séries da Disney.
Venceu a 2.ª eliminatória da 2.ª edição de Dança Comigo, mas foi eliminado na primeira semifinal por Sónia Araújo, que viria a consagrar-se vencedora do programa.
Participou no primeiro episódio da co-produção luso-brasileira Paixões Proibidas, no papel de Rui Menezes, estudante conservador.
Foi distinguido com o prémio "Mais TV", na categoria "Melhor Actor Revelação" de 2005/2006.
Foi eleito uma das "25 Pessoas mais Bonitas da tv" em 2005/2006.
Recusou um papel na novela Ilha dos Amores.
Alcançou o 79º lugar na lista dos 100 Mais do programa da RTP Os Grandes Portugueses.
Juntamente com Marta Gil, foi um dos protagonistas da peça "Procura-se".
No segundo semestre de 2007, integrou o elenco de O Quinto Poder, série da estação brasileira Rede Record, no papel de Paulo Monteiro
Já em 2008, desempenhou o papel do Apóstolo Matias nos espetáculos de Lisboa (Teatro Politeama) e de Portimão (Portimão Arena) do musical de grande sucesso de Filipe La Féria, "Jesus Cristo Superstar". Fez ainda uma participação especial na novela da SIC, Podia Acabar o Mundo.
De 2013 a 2015, esteve dois anos internado na ala psiquiátrica, entre o Hospital de Santa Maria, em Lisboa, e uma clínica em Telheiras por uma a depressão grave que se transformou numa psicose.
Em maio de 2019, foi internado compulsivamente no Centro Hospitalar Psiquiátrico de Lisboa. A medida foi tomada depois de uma professora de dança ter feito uma queixa por perseguição contra o ator à Polícia Judiciária. A vítima a quem Hélio Pestana fez a vida um inferno durante vários meses, tendo mesmo chegado a ameaçá-la de morte, mudou de local de trabalho.

## Formação
- 2º ano da licenciatura em Arquitectura da Universidade Lusíada de Lisboa;
- Curso de Piano, Valentim de Carvalho, 1997-2003;
- Curso de Órgão, Escola Senófila;
- Frequência de aulas de Hip-Hop, Popping, Locking, House, Ragga e Breakdance na escola de dança Dança Livre em Lisboa;
- Curso Rhythm & Dance Performance, Centro de Estudos Fitness;
- Noções de guitarra e instrução de voz, Valentim de Carvalho e Universidade Lusíada;
- [[workshop]] de representação nos EUA (Agosto, 2005)

## Teatro
- O Colar, de Sophia de Mello Brayner (2003)
- Confissões de adolescentes (2003)
- Mestre Ubu, de Alfred Jerry (2003)
- A outra história da carochinha (2004)
- Casado à força, de Moliére (2004)
- Monólogo do Vaqueiro, de Gil Vicente (2005)
- Encenou um poema dramatizado de Fernando Pessoa, Lisbon Revisited (2005)
- Procura-se, de Anton Tchekov (2007)
- Jesus Cristo Superstar (Abril-Agosto de 2008)

## Televisão
Representação:
- Participação especial, Armindo Marques (jovem) em Podia Acabar o Mundo, SP Televisão/SIC, 2008
- Elenco principal, Paulo Monteiro em O Quinto Poder, ProImage 7/Rede Record, 2007/2008
- Elenco adicional, Rui Menezes em Paixões Proibidas, RTP/Rede Bandeirantes 2006/2007
- Elenco principal, Gonçalo Mascarenhas em Dei-te Quase Tudo, NBP/TVI, 2005/2006
- Elenco principal, Henrique Baptista em Morangos com Açúcar, Férias de Verão 2, NBP/TVI, 2005
- Elenco principal, Henrique Baptista em Morangos com Açúcar, Série 2, NBP/TVI, 2004/2005

Outras participações:
- Você na TV, TVI, Julho de 2006
- Quem quer ganha, TVI, Julho de 2006
- Dança Comigo (2.º eliminatória, 1.ª semifinal e especial de Natal), RTP1, 2006
- Os Grandes Portugueses, Janeiro de 2007
- Contacto, SIC, Maio de 2007
- Só Visto, RTP, Julho de 2007
- Fátima (como Apóstolo Matias), SIC, 14 de Maio de 2008
- Contacto (como Apóstolo Matias), SIC, 24 de Junho de 2008
- Você na TV, TVI, Fevereiro de 2015

## Dobragens
- Voz portuguesa do personagem Chick Hicks no filme Carros
- Dobragens em algumas séries da Disney

## Publicidade
- Anúncio publicitário do Banco Montepio Geral (2005)
- Anúncio publicitário da McDonalds (2008)

## Música
- Actuou ao piano na homenagem a José Mascarenhas, a propósito do lançamento do seu livro "La Bella Selvaggia"
- Participou em vários espectáculos com a "Luz & Tuna - Tuna da Universidade Lusíada de Lisboa"

## Moda (desfiles)
- Desfile Vila Real Fashion, organizado pela Look's (2004)
- Moda Porto (2005)
- Desfile da Silver Fashion e Roseme (2006)